# Епиген Атински
Епиген Атински (Грчки: Ἐπιγένης ὁ Ἀθηναῖος   Αθηναιος, око. 4. век пре нове ере) био је атински комични песник средње комедије.
Сам Епиген, у фрагменту своје драме под називом Мала гробница (Mnêmation) говори о Пиксодару, принцу од Карије, као о „краљевом сину“; и из овога Меинеке тврди да је комедија о којој је реч морала бити написана док је Хекатомн, Пиксодаров отац, још био жив, можда око 380. пре Христа. Поред тога, код Атенеја, налазимо да је у античком периоду постојала сумња да ли драму под називом Нестанак новца (Argyrion Aphanismos) треба приписати Епигену или Антифану. Стога су ови песници морали бити његови савременици. Суда помиње још две драме које је написао Епиген: Хероина и Revelry.
Фрагменте комедија Епигена сакупили су Мајнеке и Кок.